# Cnoc na H-Eighich
De Cnoc na H-Eighich is een berg op Isle of Skye in Schotland. De berg is 163 meter hoog en ligt naast de Talisker River en het dorp Talisker.